# Cuscús de l'illa Woodlark
El cuscús de l'illa Woodlark (Phalanger lullulae) és una espècie de marsupial de la família dels falangèrids. És endèmic de Papua Nova Guinea, més concretament a Madau i l'illa Woodlark.